# Neuf de Bucarest
Les Neuf de Bucarest, également appelé B-9 ou Format Bucarest (polonais : Bukaresztańska Dziewiątka, roumain : Formatul București), est une organisation de neuf pays d'Europe centrale et orientale (la Bulgarie, l'Estonie, la Hongrie, la Lettonie, la Lituanie, la Pologne, la Roumanie, la Slovaquie et la Tchéquie,). Le groupe est formé en novembre 2015 à l'initiative du président roumain Klaus Iohannis et du président polonais Andrzej Duda afin d'augmenter la coopération entre ces pays en matière de sécurité extérieure dans le cadre d'une menace accrue de la Russie, un an après l'annexion de la Crimée et le début de l'intervention russe dans le Donbass,.
Ces neuf pays ont pour point commun d'être d'anciens membres de l'Union soviétique ou du pacte de Varsovie, et de se trouver sur le flanc oriental de l'OTAN.
L'initiative des trois mers regroupe ces neuf pays ainsi que l'Autriche, la Croatie, la Grèce et la Slovénie.